# Saint-Marceau (Sarthe)
Saint-Marceau település Franciaországban, Sarthe megyében. Lakosainak száma 536 fő (2022. január 1.). Saint-Marceau Maresché, Teillé, Le Tronchet, Assé-le-Riboul és Saint-Jean-d’Assé községekkel határos.

## Népesség
A település népessége az elmúlt években az alábbi módon változott:
| Lakosok száma | 515  | 546  | 558  | 560  | 555  | 547  | 538  | 538  | 536  |
|               | 2013 | 2015 | 2016 | 2017 | 2018 | 2019 | 2020 | 2021 | 2022 |